# Miloš Pažický
Miloš Pažický (* 1956) je bývalý československý basketbalista, účastník Mistrovství Evropy kadetů a juniorů, vicemistr Československa 1985 a potom trenér.
V československé basketbalové lize hrál za kluby Dukla Olomouc (3. místo v roce 1980) a Iskra / Chemosvit Svit, s nímž v roce 1985 získal stříbrnou medaili za 2. místo. V basketbalové lize celkem odehrál 15 sezón v letech 1974-1990. Je na 35. místě tabulky střelců československé ligy s celkovým počtem 4483 bodů. Ve Slovenské basketbalové lize se vrátil do týmu Iskra / Chemosvit Svit v sezóně 1993/1994 s ohledem na zranění hráčů družstva.
S týmem Iskra Svit startoval v Poháru vítězů pohárů 1986 (4 zápasy), v 1. kole vyřadili turecký Fenerbahce SK Istanbul, v osmifinále byli vyřazeni od Stade Francais BC Paříž, Francie. 
Za reprezentační družstvo Československa hrál na dvou Mistrovstvích Evropy v basketbale – kadetů 1973 v Itálii (11. místo) a juniorů 1974 ve Francii (9. místo) – na nichž celkem odehrál 17 zápasů, v nichž zaznamenal 141 bodů.
V prosinci 1996 po odvolání trenéra Bojanovského převzal ligový tým Chemosvit Svit a vedl ho jako trenér či asistent trenéra až do roku 2006. Ve slovenské basketbalové lize s týmem získal titul mistra Slovenska (2003), čtyři druhá a dvě třetí místa. V prosinci 2006 se stal trenérem BK Riekor Komárno. V dalších dvou sezónách vedl ligový tým TU Košice (2007-2008) a od září do prosince 2008 ligový tým žen AT Gemtex MBK Rožňava. V letech 2000-2001 byl trenérem reprezentačního družstva mužů Slovenska, v kvalifikaci ve skupině B skončilo Slovensko třetí a nepostoupilo so semifinálových zápasů.

## Hráčská kariéra

### Hráč klubů
- 1974-1979 BK Iskra Svit - 7. místo (1976), 3x 9. místo (1975, 1977, 1978), 11. místo (1979)
- 1979-1981 Dukla Olomouc - 3. místo (1980), 10. místo (1981)
- 1981-1990 BK Iskra Svit - vicemistr Československa (1985), 4. místo (1987), 5. místo (1986), 2x 8. místo (1982, 1983), 2x 10. místo (1984, 1990), 11. místo (1988)
- Československá basketbalová liga celkem 15 sezón (1974-1990), 4483 bodů (35. místo), vicemistr (1985), 3. místo (1980)
- Slovenská basketbalová liga - 1993-1994 BK Iskra Svit - 9. místo (1994)

Evropské poháry klubů
- Iskra Svit – Pohár vítězů pohárů – 1986 (celkem 4 zápasy, bilance 1-3), 1. kolo: Fenerbahce SK Istanbul, Turecko (104–76, 71–94), osmifinále: Stade Francais BC Paříž, Francie (80–84, 71-103).

### Československo
- Mistrovství Evropy kadetů 1973, Summonte, Angri, Itálie (107 bodů /9 zápasů) 11. místo
- Mistrovství Evropy juniorů 1974, Orléans de Gyen, Francie (34 bodů /8 zápasů) 9. místo
- Za reprezentační družstvo Československa na Mistrovství Evropy kadetů a juniorů v letech 1973–1974 hrál celkem 17 zápasů, v nichž zaznamenal 141 bodů

## Trenér a funkcionář

### Kluby
- 1996–2006BK Iskra Svit – mistr Slovenska (2003), 2. místo (1997, 1998 – asistent a manažer, 2002, 2004), 3. místo (1999 – vedoucí družstva, 2000), 6. místo (2006)
- 2006–2007 od 09.12.2006 MBK Riekor Komárno – 8. místo (2007)
- 2007–2008 TU Košice (březen 2008 – novým trenérem Jozef Rešetár)
- 2008 AT Gemtex MBK Rožňava, ženy (jen od září do prosince 2008)

### Slovensko
- 2001 národní tým Slovenska, kvalifikace pro ME 2003, skupina B, 6 zápasů (3 vítězství, 3 porážky), 3. místo a nepostoupilo do semifinálové části soutěže